# Kincses Károly (muzeológus)
Kincses Károly (Budapest, 1954. július 5. –) muzeológus, fotótörténész, a Magyar Fotográfiai Múzeum alapítója.

## Élete
Előbb 1975–1979 között a szombathelyi Tanárképző Főiskola magyar–népművelés szakpárját, majd 1983-1985 között az ELTE Bölcsészettudományi Karának népművelés szakát végezte el. 1979–1980-ban Budapesten, a VI. kerületi Tanács Művelődési Főosztályán művészeti főelőadóként, 1981-től az akkor nyílt Gödöllői Művelődési Központ igazgatóhelyetteseként, majd 1985-től 1990-ig a Magyar Színházi Intézetben fotómuzeológusként dolgozott. 1981–1988 között fotótechnika-történeti alkotótáborokat vezetett, Flesch Bálinttal közösen.
1991 decemberétől volt az alapítványi formában működő kecskeméti Magyar Fotográfiai Múzeum alapító igazgatója, illetve az azt fenntartó Magyar Fotográfiai Alapítvány titkára, ám alapítói hozzájárulását a Magyar Fotográfiai Alapítvány és a Múzeum részéről egyesek vitatják. Ismertetésük szerint „az alapítvány alapítása Katona István nevéhez fűződik. A Magyar Fotóművészek Szövetsége elnökeként ő kezdeményezte a Magyar Fotográfiai Alapítvány és a Magyar Fotográfiai Múzeum létrehozását, ekkor került átadásra a Szövetség műtárgyvagyona a Múzeum részére, és ő kérte fel igazgatónak Kincses Károlyt.” Tisztségeiről 2006. január elsejével mondott le. Az intézmény Kolta Magdolnával közös irányítása alatt önkormányzati és központi költségvetési támogatás nélkül vált nemzetközileg ismert műhellyé. A fotótörténész ötlete nyomán Mai Manó műteremházát, ami valaha a pincétől a padlásig a fotózás ügyét szolgálta, újra e célra hasznosították, az 1990-es években átalakították. 1995–1999 között Bánkuti Andrással és Kolta Magdolnával megálmodták a kivitelezett házat. 1994 és 1999 között életre hívója és szervezője volt a Magyar Fotográfusok Háza programnak, amely Mai Manó fényképész-műteremházát hasznosítja fotográfiai célra. A Mai Manó Ház 1999 márciusában nyitotta meg kapuit Budapesten a Nagymező utcában, ahol 1994–1999 között az itt működő Mai Manó Fotógaléria vezetője, kurátora, 1999–2000 között a Magyar Fotográfusok Háza művészeti vezetője volt, majd kurátor, 2009–2015 között pedig művészeti főtanácsadó. 2007 és 2009 között a Kieselbach Galéria tanácsadója volt, s más galériáknál is dolgozott a fotóműtárgy-kereskedelem javítása terén. 2006-tól 2013-ig a Műemlékek Nemzeti Gondnokságának fotóarchívumot épített az állami tulajdonú műemlékekről készített fényképekből. 2013-tól az akkor megalakult Robert Capa Kortárs Fotográfiai Központ művészeti munkatársa 2015 májusáig. 2019-ig az Eszterháza Kulturális Kutató- és Fesztiválközpont fotótárának vezetője volt. 2019-ben ment nyugdíjba.
Budapest és az ország számos múzeumában, kiállítótermében, valamint 1991 óta a Magyar Fotográfiai Múzeumban, a Mai Manó Házban, illetve más magyar és külföldi helyszíneken hétszáznál is több fotókiállítást rendezett.
A Magyar Fotográfiai Múzeum által indított és gondozott A magyar fotográfia történetéből című kiadványsorozat sorozatszerkesztője, számos kötetének szerzője is. Sajtópublikációi a Fotó, a Fotóművészet, a Fotó-Video, a Fotóriporter, a Tudomány, az Új Tükör, a Népszabadság és más lapokban jelentek meg. 1986-ban A fotós művelődés- és falutörténeti gyűjtés módszertana címmel az Országos Közművelődési Központ Módszertani Intézete adta ki első önálló könyvét.
Óraadóként tanított az ELTE BTK vizuális antropológia tanszékén, a Pázmány Péter Katolikus Egyetemen, a szegedi József Attila Tudományegyetemen, a Kaposvári Egyetemen, a Színház- és Filmművészeti Egyetemen. Fotótechnika-történetről, fotóműtárgy-védelemről szakmai táborokat, továbbképzéseket is tartott. Az OTKA támogatásával 1992–1994 között témavezetője volt a Fotó-műtárgyvédelmi alapkutatások című, majd 1994–1998 között a képek digitális rögzítésével kapcsolatban többek között fotótörténeti, esztétikai, jogi, majd 1998-tól a Magyar fotográfusok életrajzi adatbázisa című kutatási programoknak. Kezdettől fogva egyik szerzője az Allgemeines Künstlerlexikonnak (AKL). Több fotográfiai és művészeti kuratórium tagja.
Édesapja Kincses Károly mérnök, édesanyja dr. Sőtér Aranka jogtanácsos. Egy testvére van, Katalin. Első házasságából két gyermeke született, Anna és Eszter.

## Díjai
- 1995 – Balogh Rudolf-díj
- 2000 – Soros alkotói díj
- 2000 – Demeter-díj
- 2005 – Magyar Köztársasági Érdemrend Lovagkeresztje művészi tevékenységéért
- 2006 – Kecskemét Közművelődéséért és Közoktatásáért díj[4]
- 2009 – Fehér Rózsa-díj (Kultúraközvetítők Társasága)
- 2014 – a Magyar Újságírók Országos Szövetsége tiszteletbeli tagjává választotta[13]
- 2014 – Szőts István-díj (Magyar Művészeti Akadémia film- és fotóművészeti tagozata)

## Szerkesztői és írói tevékenysége

### Kötetei
- A fotós művelődés- és falutörténeti gyűjtés módszertana; Országos Közművelődési Központ Módszertani Intézete, Bp., 1986
- A színház, a fénykép. A 200 éves magyar színjátszás és a 151 éves magyar fotográfia közös történetéből; kiállításrend., tanulmány, katalógusszerk. Kincses Károly; Magyar Színházi Intézet–Országos Színháztörténeti Múzeum, Bp., 1990
- A kép- és fényíró Simonyi Antal. Magyar Fotográfiai Múzeum, 1992. március 20-június 20.; katalógus összeáll., szerk., kiállításrend. Kincses Károly; Magyar Fotográfiai Múzeum, Kecskemét, 1992
- Almásy Pál, a század tanúja. Magyar Fotográfiai Múzeum, 1992. október 10–december 30.; kiállításrend., katalógus összeáll. Kincses Károly, szerk. Kolta Magdolna; Magyar Fotográfiai Múzeum, Kecskemét, 1992
- Egy fényképező pannonhalmi szerzetes: Palatin Gergely, 1851-1927; kiállításrend., katalógus Kincses Károly; Magyar Fotográfiai Múzeum–Gödöllői Galéria, Kecskemét–Gödöllő, 1993
- Fotó Inkey. Egy fényképész visszaemlékezései = Memories of a photographer; szerk. Kincses Károly, ford. angolra Nagy Piroska; Magyar Fotóművészek Szövetsége–Pelikán, Bp., 1993
- Levétetett Veressnél, Kolozsvárt; Magyar Fotográfiai Múzeum–VIPress, Kecskemét–Bp., 1993 (A magyar fotográfia történetéből)
- Moholy-Nagy László: 100 fotó; szerk. Kolta Magdolna, szöveg Hattula Moholy-Nagy, Kincses Károly; Magyar Fotográfiai Múzeum–Pelikán, Kecskemét–Bp., 1995 (A magyar fotográfia történetéből)
- Munkácsi & Munkácsi; szöveg Kincses Károly, Markovics Ferenc; Magyar Fotográfiai Múzeum–Magyar Fotográfiai Szaksajtó Alapítvány, Kecskemét–Bp., 1996 (A magyar fotográfia történetéből)
- Kincses Károly–Kolta Magdolna: 97 év a XX. századból: Stefan Lorant; Magyar Fotográfiai Múzeum, Kecskemét, 1997 (A magyar fotográfia történetéből)
- A Magyar Fotográfusok Háza Mai Manó csász. és kir. udvari fényképész műteremházában; Magyar Fotográfiai Múzeum, Kecskemét, 1997
- Kincses Károly–Kolta Magdolna: Minden magyar fotóriporterek atyja: Balogh Rudolf; Magyar Fotográfiai Múzeum, Kecskemét, 1998 (A magyar fotográfia történetéből)
- Kincses Károly–Sándor P. Tibor: Fotó – város – történet; Magyar Fotográfiai Múzeum–FSZEK, Kecskemét–Bp., 1998 (A magyar fotográfia történetéből)
- Fotográfusok – made in Hungary. Aki elment, aki maradt; Magyar Fotográfiai Múzeum–Motta, Kecskemét–Milano, 1998 (319 oldal, 250 képpel, közös kiadásban a Federico Motta Editoréval (Milánó), megjelent francia–olasz–magyar nyelvű változatban)
- Hevesy Anna–Hevesi Katalin–Kincses Károly: Hevesy Iván és Kálmán Kata könyve; Magyar Fotográfiai Múzeum–Glória, Kecskemét–Bp., 1999 (A magyar fotográfia történetéből)
- Ferenczy Mária–Kincses Károly: Mandarin öszvérháton. Hopp Ferenc fényképei; Magyar Fotográfiai Múzeum–Hopp Ferenc Kelet-ázsiai Művészeti Múzeum, Kecskemét–Bp., 1999 (A magyar fotográfia történetéből)
- A fotográfus, építész, festő Vydareny Iván; Magyar Fotográfiai Múzeum, Kecskemét, 2000 (A magyar fotográfia történetéből)
- Hogyan (ne) bánjunk (el) régi fényképeinkkel? Amit a régi fényképekről tudni kell; Magyar Fotográfiai Múzeum, Kecskemét, 2000 (A magyar fotográfia történetéből)
- Anne Cartier-Bresson–Kincses Károly: Kertész és Brassai előtt. A modernizmus gyökerei a magyar fotográfiában / Before Kertész and Brassai. The antecendents of modernism in Hungarian photography; Magyar Fotográfiai Múzeum, Kecskemét, 2001 (2002, 204 oldal, 96 képpel, magyar–angol nyelven)
- M. Szűcs Ilona–Kaposi Endre–Kincses Károly: Martsa Alajos és művészbarátai; Magyar Fotográfiai Múzeum, Kecskemét, 2001 (A magyar fotográfia történetéből)
- A magyaros stílus. Mítosz vagy siker?; Magyar Fotográfiai Múzeum, Bp., 2001 (A magyar fotográfia történetéből)
- Angelo; Magyar Fotográfiai Múzeum, Kecskemét, 2003 (A magyar fotográfia történetéből)
- A madaras ember. Koffán Károly (1909-1985) fotográfiái; Magyar Fotográfiai Múzeum, Kecskemét, 2003 (A magyar fotográfia történetéből)
- Mindig magasabbra. 100 éves a motoros repülés; ford. Almási Jánosné; Magyar Fotográfiai Múzeum, Kecskemét, 2003
- Kolta Magdolna–Kincses Károly: Haár Ferenc magyarországi képei. Út a Munka-körtől a zen-buddhizmusig; Magyar Fotográfiai Múzeum–MTA Művészettörténeti Kutatóintézet, Kecskemét–Bp., 2004 (A magyar fotográfia történetéből)
- A két Reismann; Magyar Fotográfiai Múzeum, Kecskemét, 2004 (A magyar fotográfia történetéből)
- Vadas Ernő rettenetes élete és dokumentumok; ford. Risbjerg Anna, Vadász Linda; MÚOSZ Fotóriporteri Szakosztály, Bp., 2004
- Magdi könyve. Képek és írások Kolta Magdolna (1958-2005) emlékére; összeáll. Kincses Károly; Magyar Fotográfiai Múzeum, Kecskemét, 2005 (A magyar fotográfia történetéből)
- Kincses Károly–Kolta Magdolna: Capa. Robert Capa képei a Magyar Fotográfiai Múzeumban; Magyar Fotográfiai Múzeum, Kecskemét, 2005 (A magyar fotográfia történetéből)
- Kincses Károly–Kolta Magdolna: Hazai anyag. Fotónapló. André Kertész és a magyarok; Magyar Fotográfusok Háza, Bp., 2005
- Fenséges amatőrök. A magyar arisztokrácia és a fényképezés, 1839-2006; Magyar Fotográfiai Múzeum, Kecskemét, 2006 (A magyar fotográfia történetéből)
- Mérték. Brassai, Capa, Kertész, Munkácsi, Moholy; Magyar Fotóművészek Szövetsége–Magyar Fotográfiai Múzeum, Bp.–Kecskemét, 2006 (A magyar fotográfia történetéből)
- Measure. Brassai, Capa, Kertész, Munkácsi, Moholy (Mérték); angolra ford. Andrew Gane; Association of Hungarian Photographers–Hungarian Museum of Photography, Bp.–Kecskemét, 2006 (The history of Hungarian photography, 43.)
- Pózkatalógus. Kultúra, kapcsolatok és a társadalmi helyzet tükröződése a 19. századi fényképezésben; Magyar Fotográfiai Múzeum, Kecskemét, 2006 (A magyar fotográfia történetéből)
- Judit Kurtág. Ludwig Museum – Museum of Contemporary Art; szöv. Kincses Károly, Scherter Judit; szerk. Judit Kurtág, Néray Katalin; Ludwig Múzeum, Bp., 2006
- Kálmán Béla utazásai; szöv. Kálmán Béla, Kincses Károly; Magyar Fotográfiai Múzeum, Kecskemét, 2007
- Képességek. Gaál István fényképei; szöv. Kincses Károly, Módos Péter, Schrammel Imre; Magyar Fotográfiai Múzeum, Kecskemét, 2007 (A magyar fotográfia történetéből)
- Maurer Dóra: Fotómunkák; szöv. Kincses Károly, Eugen Gomringer; Vintage Galéria, Bp., 2007
- Gyulus. Brassai képek és dokumentumok; szerk. Kincses Károly; Magyar Fotográfiai Múzeum, Kecskemét, 2007 (A magyar fotográfia történetéből)
- Camera obscura. Kortárs sötét szobák; szöv. Kincses Károly, Kolta Magdolna, Telek Balázs; Magyar Fotográfusok Háza Kht., Bp., 2008 + DVD
- Colin Ford–Kincses Károly–Kiscsatári Marianna: Analóg. 21 magyar fotográfus a 20. századból. Körmendi–Csák Fotográfiai Gyűjtemény; Liberty Art Center–Körmendi, Bp., 2009
- Martin. Szipál Márton; szöv. Kincses Károly; Vince, Bp., 2010
- André Kertész és Szigetbecse; szerk. Kincses Károly; Szigetbecse Község Önkormányzata, Szigetbecse, 2011
- Roma ikonok. New York–Budapest, 1996-2011. Emlékkönyv Sophiának; kép Lakatos Erika, szöv. Kincses Károly, Lakatos Erika; Lakatos Erika, Bp., 2011
- Pajtakönyv. 25 év, 1991–2016. Kortárs magyar fotográfiai gyűjtemény; szerk. Harnóczy Örs, Kincses Károly, Török László; Pajta Galéria, Salföld, 2016
- Kincses Károly–Reha György–Tímár Péter: Toldi Fotógaléria, 1981; magánkiadás, Bp., 2017
- Normantas Paulius. A szabad szél. Lai véjus; Magyar Művészeti Akadémia, Bp., 2018
- Gróf Esterházy Mihály viselt dolgai és fotográfiái; Eszterháza Kulturális, Kutató- és Fesztiválközpont, Fertőd, 2018

### A Magyar Fotográfiai Múzeum könyvsorozataiban
A magyar fotográfia történetéből
1. Kincses Károly: „Levétett Veressnél Kolozsvárt” (1993, 200 oldal, 152 képpel)
2. Cs. Plank Ibolya – Kolta Magdolna – Vannai Nándor: „Divald Károly fényképész és vegyész üvegműcsarnokából, Eperjesen” (1993, 156 oldal 100 képpel)
3. Erdélyi Lajos: Orbán Balázs összes fényképe a Székelyföldről (1993, 160 oldal 164 képpel)
4. Kincses Károly – Korzenszky Richárd – Mayer Farkas – Szigeti Kerény: Egy fényképező szerzetes, Palatin Gergely (1993, 168 oldal 82 képpel)
5. Pierre Borhan – Katona István – Kincses Károly – Lugosi Lugo László – Mátyássy Miklós: A Kertész 1894–1985–1994 (1994, 188 oldal 123 képpel)
6. Hattula Moholy-Nagy – Kincses Károly: Moholy-Nagy László: 100 fotó (1995, 174 oldal, 100 képpel)
7. Lőrinczy Katalin – Szegő György: Lőrinczy György (1935–1981): „Szaros seggel angyallá válni” (1995, 142 oldal, 76 képpel)
8. Kincses Károly – Markovics Ferenc: Munkácsi & Munkácsi. Munkácsi Márton és Munkácsi Muky fotográfiái (1996, 167 oldal, 120 képpel)
9. Albertini Béla: A magyar szociofotó története a kezdetektől a második világháború végéig (1997, 159 oldal, 130 képpel)
10. Kincses Károly – Kolta Magdolna: 97 év a XX. századból: Stefan Lorant (1997, 103 oldal, 81 képpel)
11. Bán András – Szabó Magdolna – Szűcs Tibor: Fotó Homonnai. Egy makói fényképészcsalád hagyatéka (1998, 112 oldal, 150 képpel)
12. Kincses Károly – Sándor P. Tibor: Fotó / Város / Történet (1998, 280 oldal, 110 képpel)
13. Kincses Károly – Kolta Magdolna: Minden magyar fotóriporterek atyja: Balogh Rudolf (1998, 187 oldal, 106 képpel)
14. Ferenczy Mária – Kincses Károly: Mandarin öszvérháton. Hopp Ferenc fényképei (1999, 156 oldal, 109 képpel)
15. Hevesy Anna – Hevesi Katalin – Kincses Károly: Hevesy Iván és Kálmán Kata könyve (1999, 231 oldal, 150 képpel)
16. Simon Mihály: Összehasonlító magyar fotótörténet (2000, 292 oldal, 250 képpel)
17. Kincses Károly: Hogyan (ne) bánjunk (el) régi fényképeinkkel (2000, 159 oldal, CD-ROM melléklettel)
18. Kincses Károly – ifj. Vydareny Iván: A fotográfus, építész, festő Vydareny Iván (2000, 155 oldal, 130 képpel)
19. Neidenbach Ákos – Kincses Károly – Kis Domokos Dániel: Báró Eötvös Loránd, a tudós fotográfus (2001, 204 oldal, 180 képpel)
20. Kaposi Endre – Kincses Károly – M. Szűcs Ilona: Martsa Alajos és művészbarátai (2001, 139 oldal, 76 képpel)
21. Kincses Károly: Siker vagy mítosz? A magyaros stílus (2001, 134 oldal, 116 képpel)
22. Maurer Dóra: Fényelvtan. A fotogram története (2001, 260 oldal, 222 képpel)
23. L. Baji Etelka: Strelisky. Egy fényképészdinasztia száz éve (2001, 124 oldal, 90 képpel)
24. Farkas Zsuzsa – Kincses Károly – Vida, Mariana: Uralkodók festője és fényképésze: Szathmári Pap Károly (2001, 128 oldal, 90 képpel)
25. Normantas Paulius: Kőrösi Csoma Sándor megtett és megálmodott útján (2001, 116 oldal, 80 képpel)
26. Kincses Károly: Angelo (2002, 396 oldal, 115 képpel)
27. Kincses Károly: A madaras Ember. Koffán Károly (1909-1985) fotográfiái (2003, 176 oldal, 130 képpel)
28. Károlyi Zsigmond: I.K.E.M.XX. (ismeretlen Kelet-Európai Művész a XX. századból) (2003, 188 oldal, 179 képpel)
29. Kolta Magdolna: Képmutogatók. A fotográfiai látás kultúrtörténete (2003, 194 oldal, 107 illusztrációval)
30. Bethlenfalvy Géza – Gaál István – Illés György – Kincses Károly: „Feledheted ezeket az arcokat?” Sára Sándor fényképei (2003, 196 oldal, 165 illusztrációval)
31. Kincses Károly: A két Reismann (2004, 258 oldal)
32. Tom Haar – Kolta Magdolna – Kincses Károly: Haár Ferenc magyarországi képei. Út a Munka-körtől a zen-buddhizmusig (2004, 156 oldal)
33. Kolta Magdolna – Kincses Károly: A fotómúzeum kincsei – Treasures of the Hungarian Museum of Photography (2004)
35. Benedek Csaba – Kincses Károly – José Mangani – Ónody Tamás: Egy festő, ha fényképez – Un peintre photographe Rozsda Endre (2004)
36. Faix Frigyes – Faix István – Faix Gábor – Kincses Károly: Jacques Faix az aradi klasszikus (2004)
37. Kolta Magdolna – Kincses Károly: Robert Capa képei a Magyar Fotográfiai Múzeumban (2005)
39. Kincses Károly: Kultúra, kapcsolatok és a társadalmi helyzet tükröződése a 19. századi fényképezésben (2006)
41. Baki Péter – Kincses Károly – N. Szabó Magdolna – Tóth Balázs Zoltán: Az udvariAS fényképész. Rónai Dénes (1875-1964) (2006)
42. Baji Etelka – Bányai Balázs – Keppert József – Kincses Károly – Lengyel Beatrix – Stemlerné Balog Ilona: Fenséges amatőrök. A magyar arisztokrácia és a fényképezés (1839-2006) (2006)
44. Kincses Károly – Módos Péter – Schrammel Imre: Képességek. Gaál István fényképei (2007)
45. Borsody Roland – Kincses Károly – Lengyel Attila – Rujder Kriszta – Tóth Balázs Zoltán: Gyulus. Brassai képek és dokumentumok (2007)
A magyar fotográfia forrásai
1. Korniss Péter munkássága. Dokumentumok, 1961–2001 (Összeállította: Daróczi Kiss Márta, 2002, 244 oldal)

### Elektronikus kiadványok
- Kincses Károly – Munkácsy Gyula: Hogyan (ne) bánjunk (el) régi fényképeinkkel CD-ROM, az azonos című könyv melléklete, 1999 (1000 példányban)

web-prezentázió, ami a 2000-ben megjelent könyv kéziratának 1999. októberben lezárt adatsorát tartalmazza (Webdesign: Nikázy Gusztáv)
- Akik idejöttek. Magyarország képe külföldi fotográfusok kamerája előtt CD-ROM, az azonos című kiállítás katalógusa, 2000

web-prezentázió, a Magyar Fotográfiai Múzeumban 2000. november 3 – december 10. között megrendezett Akik idejöttek. Magyarország képe külföldi fotográfusok kamerája előtt című kiállítás alkalmából (Webdesign: Nikázy Gusztáv, Késmárki Anikó – DSGN Stúdió )
- Kolta Magdolna – Kincses Károly – Szabó Péter – Munkácsy Gyula – Greguss Pál – Fejér Zoltán: Fényszülte képek. Tudomány – technika – művészet. A fotográfiai innováció és művészet kapcsolata Magyarországon 1839–2001 CD-ROM, a Magyar Szabadalmi Hivatallal közös kiadásban, 2002